# Büttelborn
Büttelborn é um município da Alemanha, situado no distrito de Groß-Gerau, no estado de Hesse. Tem 30,01 km² de área, e sua população em 2019 foi estimada em 14.829 habitantes.